# Таннауер, Иоганн Готфрид
Иога́нн Го́тфрид Танна́уер, Таннауэр, Йоханн Готфрид Дангауер (нем. Johann Gottfried Tannauer, Dannhauer; 1680, Саксония —1737, Санкт-Петербург, Российская империя) — немецкий живописец, портретист и миниатюрист, большую часть жизни работавший в России при дворе Петра Великого; один из основоположников русской светской живописи.

## Биография
Таннауэр был родом из Саксонии; сначала был мастером-часовщиком в Швабии; потом занимался музыкой, и наконец посвятил себя живописи, в которой его наставником был Себастьяно Бомбелли в Венеции. Посетил Голландию, изучал и копировал произведения Рубенса, после чего писал исключительно портреты.

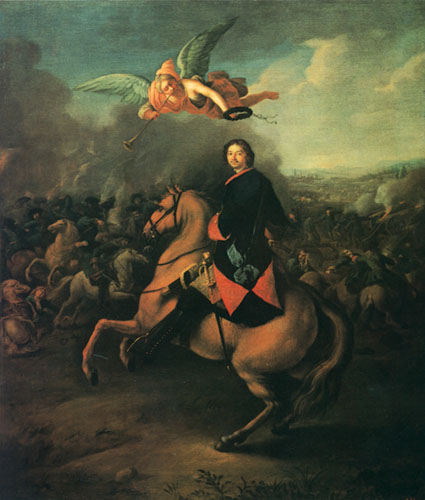
Пётр I в Полтавской битве. 1724 или 1725. Холст, масло. Государственный Русский музей, Санкт-Петербург

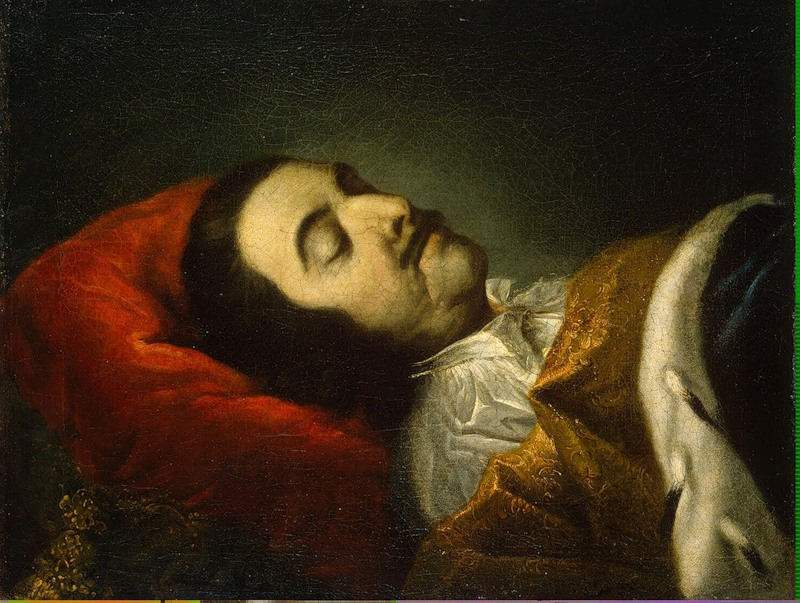
Пётр I на смертном одре. 1725. Холст, масло. Государственный Эрмитаж, Санкт-Петербург

Во время работы в Карлсбаде его рекомендовал царю Петру I чешский художник Ян Купецкий. 1 октября 1710 года в Вене с Таннауером был заключён контракт о поступлении на русскую службу в качестве придворного живописца. В марте 1711 года он приехал в Смоленск и сопровождал Петра I в неудачном Прутском походе, в котором художник даже потерял свое имущество.
Поселившись в Санкт-Петербурге, Таннауер получил должность «гофмалера», то есть придворного живописца. Он писал портреты, исторические картины, миниатюры, делал рисунки тушью, ремонтировал часы. В российской столице им было написано множество портретов особ царской фамилии и знатных лиц, среди них несколько портретов Петра Великого. По свидетельству современников, художник портретировал Петра I в 1714, 1722 и 1726 годах: на фоне Полтавской баталии (1710-е, Русский музей), портрет Петра I в профиль (музей-усадьба «Кусково»), а также портреты царевича Алексея Петровича, графа П. А. Толстого, генерал-адмирала Ф. М. Апраксина и другие. Ему же принадлежит написанная с натуры картина, изображающая Петра I на смертном одре (Эрмитаж).
После смерти Петра I Таннауер не покинул Россию. В 1726—1727 годах он уезжал на родину (и, вероятно, в Польшу), но затем вернулся и до конца жизни работал в Санкт-Петербурге. Официально он не был зачислен преподавателем, но обучал многих русских художников, в том числе первого русского портретиста Ивана Никитина, Петра Еропкина, впоследствии известного архитектора, живописца Фёдора Черкасова, уехавшего в 1716 году в Италию.
О художнике есть интересное упоминание в книге Я. Штелина «Любопытные и достопамятные сказания о императоре Петре Великом»: «В последние свои лета Пётр Великий имел в своей службе искусного портретного живописца Данненгауэра, который совершенно на италианский вкус прекраснейшими красками и с отменным расположением света и тени совершенно подобные изображения сего Монарха и Его Супруги написал в различном положении».
Сын Таннауера, Иоганн Себастьян Таннауер, также стал художником, с 1738 года учился гравированию в Гравировальной палате при Академии наук, с 1742 года — осваивал «чёрную манеру» (меццо-тинто) у И. Штенглина, получил звание подмастерья. В 1747 году перешёл в Сухопутный шляхетский кадетский корпус. С 1749 года жил на Васильевском острове, давал частные уроки рисования.

## Особенности творчества
Иоганн Таннауэр был представителем школы североевропейского барокко. В его произведениях явлена новая для России того времени барочная динамика, глубина пространства, светотеневые контрасты. Колорит его живописи построен на интенсивных цветовых сочетаниях. Однако длительное пребывание Таннауера в Голландии повлияло на индивидуальный стиль его живописи, в котором соединились немецкая педантичность, голландский прагматизм и элементы итальянского барокко. Качества, которые в архитектуре мы объединяем термином «петровское барокко», можно с известной долей условности отнести и к живописи Таннауера.
Вместе с тем, в творчестве художника «происходит перелом. Северное барокко и протестантское барокко постепенно исчезают. Происходит переориентация на французские образцы, в чём выявляется влияние русской культурной среды».

## Галерея

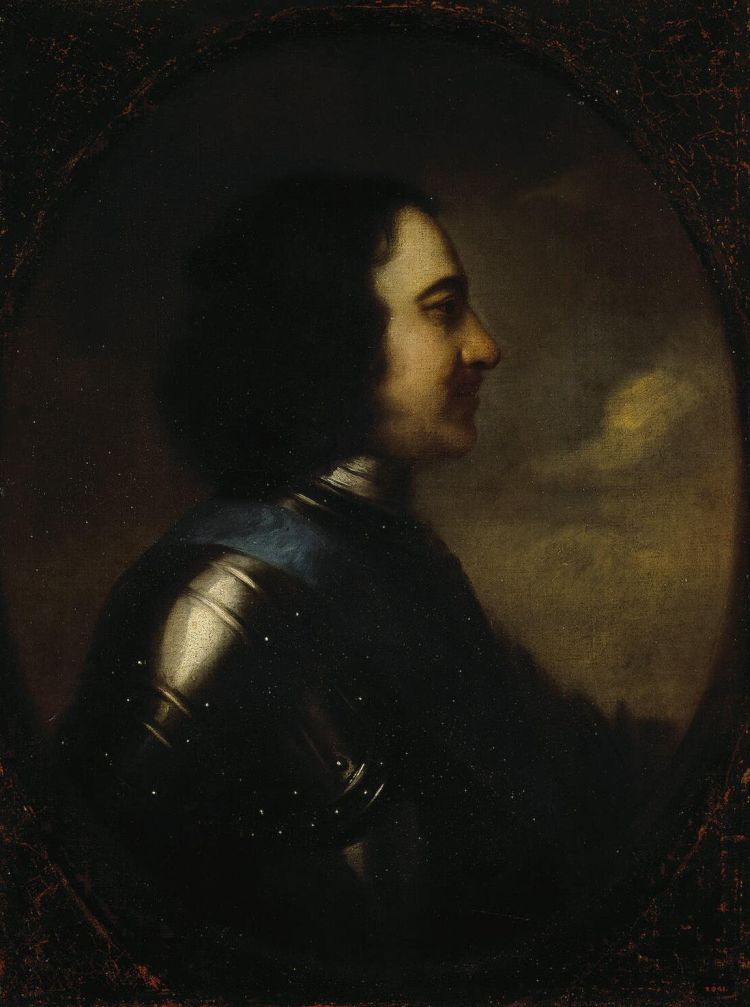
Портрет Петра I в профиль. Между 1711 и 1720. Холст, масло. Государственный Эрмитаж, Санкт-Петербург
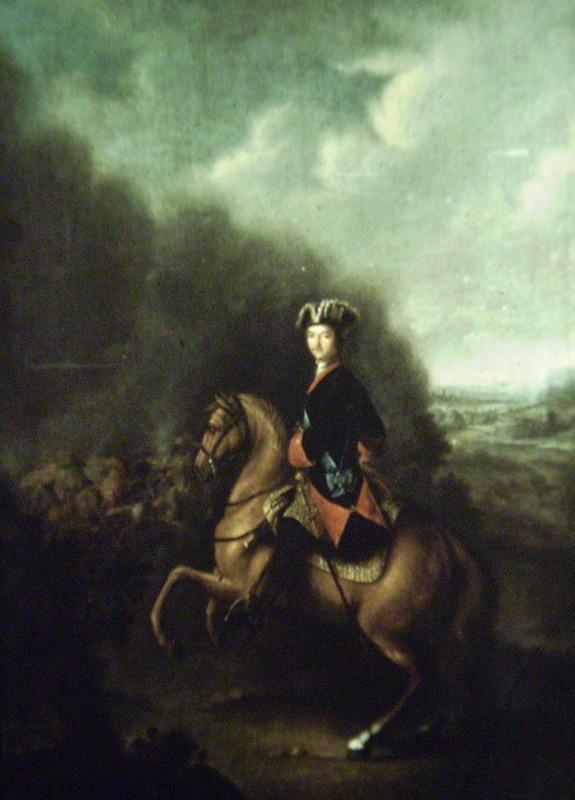
Неизвестный художник. Портрет Петра I на фоне Полтавской баталии
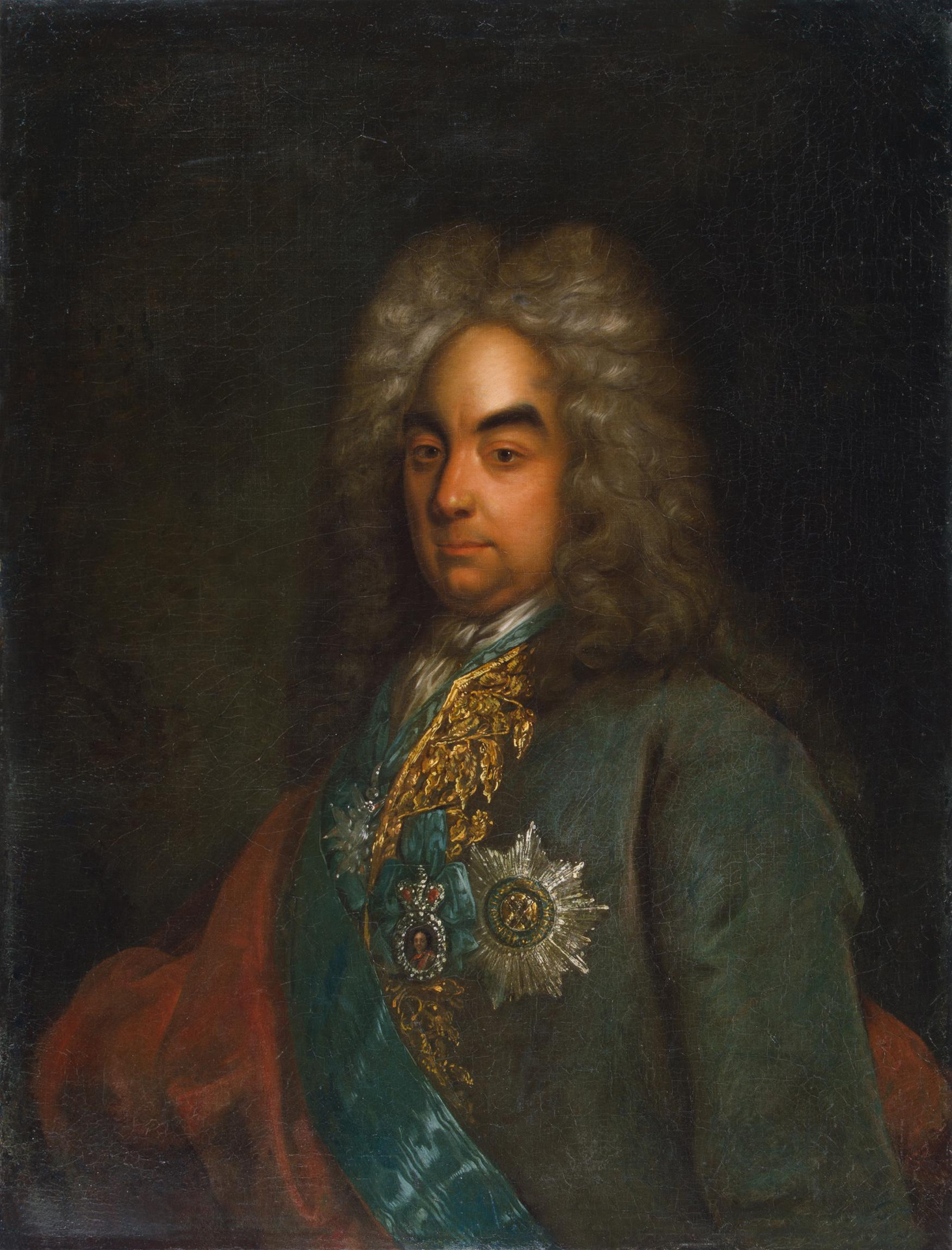
Портрет президента коммерц-коллегии графа Петра Андреевича Толстого. Между 1711 и 1720. Холст, масло. Государственный Эрмитаж, Санкт-Петербург
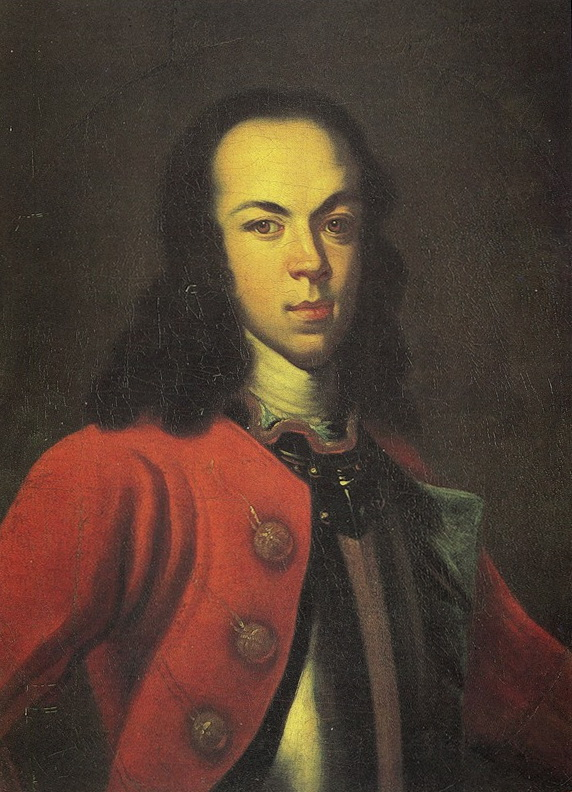
Царевич Алексей Петрович. 1710—1715. Холст, масло. Государственный Русский музей, Санкт-Петербург
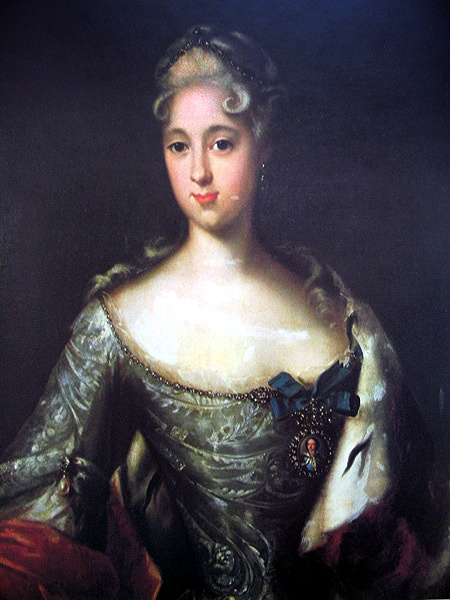
Портрет Марии Александровны Меншиковой. Между 1722 и 1723. Холст, масло. Государственный Эрмитаж (Меншиковский дворец (Санкт-Петербург))
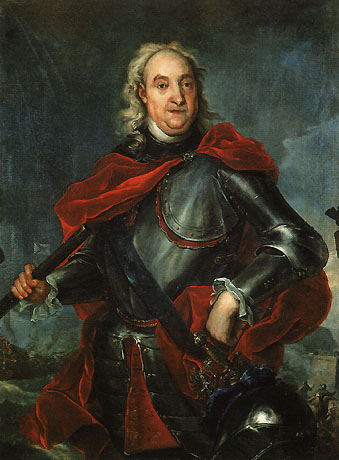
Портрет генерал-адмирала Ф. М. Апраксина. Между 1710 и 1728. Холст, масло. Дворец-музей, Гатчина